# Psychotria tahitensis
La Psychotria tahitensis és una espècie de plantes amb flor del gènere Psychotria de la família Rubiàcia. És endèmica de Tahití  (Polinèsia francesa). Amenaçada d'extinció per l'expansió d'espècies invasores, hom malda  Arxivat 2010-06-26 a Wayback Machine. per la seva conservació.